# 陳思綺
陳思綺（2002年6月20日—）是台灣游泳運動員，現就讀於新北市立中和高級中學。她曾參加2017年世界游泳錦標賽女子50公尺仰式比賽，最終預賽名列第39名無緣晉級。

## 略歷
父親為前游泳國手，曾經是締造男子4×100公尺自由式接力的全國紀錄成員之一，也是一名游泳教練。受到父親的影響，小學一年級時開始接觸游泳訓練，並於此後接受父親的指導。自秀朗國小進入福和國中後成績大幅提升，國中一年級時即於全中運50公尺仰式、100公尺仰式及200公尺仰式拿下三面金牌，升上二年級後先是於全國總統盃分齡游泳錦標賽打破50公尺仰式、100公尺仰式全國紀錄，成為最年輕的游泳全國紀錄保持者，接著分別以29秒23及以1分03秒14的成績獲得104年全國運動會50公尺和100公尺仰式冠軍，且又雙雙改寫全國紀錄。
之後，於105年全國中等學校運動會上，斬獲50公尺仰式、100公尺仰式和200公尺仰式冠軍，其中100公尺仰式項目更把自身保持的全國紀錄推進0.12秒，並代表國家參與2016年亞洲游泳錦標賽，在女子50公尺仰式項目透過加賽游出平全國紀錄的成績晉級決賽，並於決賽上獲得第七名。隔年，收獲全中運50公尺仰式、100公尺仰式、200公尺仰式與4×100公尺混合式接力四項冠軍，且於全國分齡游泳錦標賽的100公尺仰式項目以1分02秒89再度突破自身的全國紀錄。同年的全國運動會上則是獲得50公尺仰式和100公尺仰式金牌。
此外，她成為唯一代表台灣參加2017年世界游泳錦標賽的女子選手，於女子50公尺仰式比賽預賽上游出29秒42的成績，名列第39名。此後在2017年世界盃系列賽北京站上，50公尺仰式和100公尺仰式項目都締造了短道全國紀錄。

## 個人紀錄
| 長水道              | 長水道  | 長水道         | 長水道                  | 長水道   |
| ------------------- | ------- | -------------- | ----------------------- | -------- |
| 項目                | 成績    | 日期           | 賽事                    | 備註     |
| 50公尺仰式          | 29.23   | 2015年10月19日 | 104年全國運動會         | 台灣紀錄 |
| 100公尺仰式         | 1:02.89 | 2017年6月19日  | 106年全國分齡游泳錦標賽 |          |
| 200公尺仰式         | 2:17.53 | 2017年4月23日  | 106年全國中等學校運動會 |          |
| 4×100公尺混合式接力 | 4:19.36 | 2017年10月23日 | 106年全國運動會         |          |
| 短水道              |         |                |                         |          |
| 項目                | 成績    | 日期           | 賽事                    | 備註     |
| 50公尺仰式          | 28:42   | 2017年11月11日 | 2017年世界盃北京站      | 台灣紀錄 |
| 100公尺仰式         | 1:01.21 | 2017年11月10日 | 2017年世界盃北京站      | 台灣紀錄 |
| 200公尺仰式         | 2:18.30 | 2016年10月29日 | 2016年世界盃香港站      |          |